# Legge di Pedersen
La legge di Pedersen è una legge fonetica definita da Christian Uhlenbek nel 1894 e da Holger Pedersen nel 1895 per le lingue slave. Poiché l'articolo di Pedersen che la formulava si diffuse prima nel mondo scientifico, questa legge porta il suo nome. Più avanti, nel 1922, è stata generalizzata da Meillet per tutte le lingue satem. La sua applicazione in tali lingue non è uniforme e le condizioni alle quali si verificano i suoi effetti variano da idioma a idioma.

## Lingue slave

### Descrizione
Secondo Pedersen, le condizioni alla base di questo mutamento fonetico sono le seguenti: *s dopo *ī, *i, *i̯, *ū, *u, *u̯, *r, *k si retroflette alla fricativa velare sorda *х, se non è seguita dalle consonanti occlusive *p, *t o *k. La combinazione*kx si è successivamente semplificata in *x. Poiché la retroflessione si verifica dopo i suoni r, u, k, i, questa legge fonetica è anche detta « regola di ruki ».
Gli effetti della legge di Pedersen hanno dotato il sistema fonetico del proto-slavo della terza consonante velare, ossia la *х.
La retroflessione della *s a *x è avvenuta in forme grammaticali come il caso prepositivo plurale dei nomi in -u-, -i- e -o-, il genitivo plurale e il prepositivo plurale dei pronomi indicativi nonché nell'aoristo di alcuni verbi.

### Fasi della retroflessione
Lo stesso H. Pedersen aveva ipotizzato che questa retroflessione si svolgesse in due fasi: *s > *š (ʃ) > *ɧ > *x. In seguito la sua ipotesi è stata sostenuta da altri studiosi, tra cui Meillet, Selishchev e Savchenko. Meillet ha inoltre supposto che il protoslavo abbia ereditato la *š «orientale», retroflettendola in *х davanti alle vocali anteriori, ma conservandola davanti alle vocali posteriori per analogia con le alternanze *k ~ *č e *g ~ *ž. Così Meillet stabilisce una cronologia standard in base a cui la š di asl. ec. бышѧ e uši (оуши) avrebbe carattere primario e la х in asl. ec. быхъ e uxo (оухо) ‘orecchio’ avrebbe carattere secondario. Lo Shevelev ritiene assai improbabile questa ipotesi dal momento che, nell'evoluzione del protoslavo, si riscontrano passaggi dalle velari alle palatali, ma non viceversa..
Si ha una retroflessione analoga a quella *š > *x nell'evoluzione della lingua spagnola.
S. B. Bernstein sostiene l'ipotesi della retroflessione diretta *s > *x affermando che sono noti in filologia casi in cui consonanti dentali passano direttamente a velari.
Infine, secondo alcuni studiosi, in mancanza di analogie fonetiche tra i suoni *u, *i, *r, da una parte e *k dall'altra, si sarebbero verificati due mutamenti diversi o un mutamento articolato in due fasi.

### Esempi

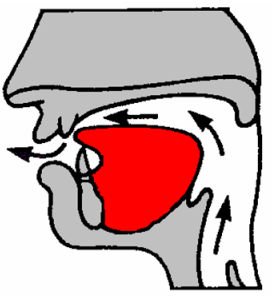
Il suono *s è l'unica consonante fricativa dell'indoeuropero

- indoeuropeo *teisos ‘diretto, regolare’ > baltoslavo *teišas > protoslavo *tixъ ‘cheto’ > antico slavo ecclesiastico tixŭ (тихъ), russo tíxij (ти́хий). Cfr. lituano teisùs ‘giusto’, tiesùs ‘semplice, franco, aperto’[11][12];
- ie. *pers- ‘spruzzare’ > b-s. *paršas > pslav. *pȏrxъ ‘polvere, particelle’ > asl. ec. praxŭ (прахъ), russo pórox (по́рох). Cfr. norreno fors ‘cascata’[13][14];
- ie. *wr̥sus > b-s. *wiršus > pslav. *vь̃rxъ > asl. ec. vrĭxŭ (врьхъ), russo verx (верх). Cfr. lit. viršùs, sanscrito varṣmā (वर्ष्मा) ‘altezza, vertice, grandezza’[15][16];
- ie. *sh₂eusos > b-s. *saušas > pslav. *suxъ ‘secco’ > asl. ec. suxŭ (сухъ), russo suxój (сухо́й). Cfr. lit. saũsas ‘secco’, greco antico aûos (αὖος), sscr. śúṣkaḥ (शुष्कः) ‘asciutto’[17][18];
- ie. *leikʷ-so- ‘lasciare’ > b-s. *leikšas > pslav. *lixъ ‘rimanente, superfluo; scorretto’ > asl. ec. lixŭ (лихъ) ‘superfluo, eccessivo; cattivo’, russo lixój (лихо́й). Cfr. lit. liekù ‘rimango’, gr. ant. leípsanon (λείψανον) ‘resto, rimanenti’[19].

### Cronologia

Il suono š è una probabile fase intermedia della retroflessione da s a x

#### Cronologia assoluta
La retroflessione da *s a *x avviene nel protoslavo arcaico.
Lo Shevelev data questo passaggio al VI–V secolo a. C. К середине первого тысячелетия до н. э. данный процесс относит и А. Лампрехт.

#### Cronologia relativa
La retroflessione da *s a *x è avvenuto prima che si verificasse il processo della satemizzazione, come dimostra l'opposizione *pьsati ‘scrivere’ contro *pьxati ‘spingere, premere’. Nella parola *pьsati la s (< *ḱ) si trova in una posizione che soddisfa le condizioni della retroflessione. Il fatto che tale passaggio non si sia verificato significa che, quando agiva la legge di Pedersen, al posto della s c'era ancora un altro suono.
Anche la legge di Pedersen ha influito su processi fonetici dello slavo antico come la monottongazione dei dittonghi, la palatizzazione delle velari e la semplificazione dei nessi consonantici in base alla legge della sillaba aperta.
La retroflessione *s > *x è anteriore ai contatti tra gli Slavi e i Germanici per due motivi:
1. La retroflessione non ha luogo nei germanismi del protoslavo nei quali sono presenti le condizioni per il mutamento a *x. Per esempio pslav. *userędzь ‘orecchino’ < gotico *ausihriggs; asl. ec. cěsarĭ (цѣсарь) ‘zar’ < got. kaisar < greco bizantino kaîsar (Καῖσαρ) ‘re, imperatore’.
2. La h germanica corrisponde stabilmente alla x slava, il che non sarebbe stato possibile se in protoslavo la x non fosse già stata un fonema a pieno titolo. Per esempio pslav. *xyzъ ‘capanna’ (cfr. asl. ec. xyžina [хыжина], russo xížina [хижина]) < germ. com. *hūs ‘casa’; *xъlmъ ‘collina’ < germ. *hulma-; *šata ~ *šatъ ‘abito, velo’ (cfr. polacco szata) < germ. *hētaz.

### Altre origini del suono *хnel protoslavo

Il suono х, ottenuto in seguito all'applicazione della legge di Pedersen nel protoslavo

La legge di Pedersen non rappresenta l'unico fenomeno all'origine del suono *х in protoslavo, che poteva formarsi anche:
- dalla combinazione s mobile + velare sonora in inizio di parola;
- per analogia[25][27]
  - con le formazioni prefissali: *xoditi ‘andare’ - *prixodoti ‘venire’;
  - con le declinazioni di altre classi: *ženaxъ ‘donne’ - *synъxъ ‘figli’ e *gostьxъ ‘ospiti’;
  - o con la coniugazione *nesoxъ ‘ho portato’ - *rěxъ ‘ho detto’; *bereši ‘porti’ - *vidiši ‘vedi’;
- Nei prestiti. Per esempio, pslav. *xlěbъ ‘pane’ < got. hlaifs ‘pagnotta’; pslav. *xlěvъ ‘pane’ < got. hlaiw ‘tomba, grotta’;
- In alcuni casi la *x si è prodotta all'interno di onomatopee. Per esempio in *xoxotati ‘ridacchiare’, *xъrkati ‘russare, tossire’ ecc.

Per un certo tempo gli studiosi hanno sostenuto che la pslav. *x derivasse anche dalla ie. *kʰ, ma hanno poi abbandonato questa ipotesi dopo che è stato dimostrato che in protoindoeuropeo non esistevano consonanti aspirate sorde.

## Lingue baltiche
Nelle lingue baltiche, per la legge di Pedersen, la *s è passata a *š, ma in lituano vi sono esempi in cui tale passaggio non avviene dopo *u e *i (gli esempi lettoni e prussiani non sono significativi perché in queste lingue la š è tornata s):